# Lijst van onroerend erfgoed in Lubbeek
Een overzicht van het onroerend erfgoed in de gemeente Lubbeek. Het onroerend erfgoed maakt deel uit van het cultureel erfgoed in België.

## Bouwkundig erfgoed
| Object                                                 | Erfgoedstatus?            | Bouwjaar of architect | Deelgemeente | Adres                               | Coördinaten                   | Nummer? | Afbeelding                                             |
| ------------------------------------------------------ | ------------------------- | --------------------- | ------------ | ----------------------------------- | ----------------------------- | ------- | ------------------------------------------------------ |
| Parochiekerk Sint-Martinus met kerkhof                 | Monument orgel (monument) |                       | Lubbeek      | Dorpskring 28                       | 50° 52' 53" NB, 4° 50' 32" OL | 42632   | Parochiekerk Sint-Martinus met kerkhof                 |
| Pastorie van de Sint-Martinusparochie met tuin         | Monument                  |                       | Lubbeek      | Binkomstraat 12                     | 50° 52' 57" NB, 4° 50' 45" OL | 42633   | Pastorie van de Sint-Martinusparochie met tuin         |
| Dorpswoning van 1733                                   |                           |                       | Lubbeek      | Dorpskring 3-4                      | 50° 52' 55" NB, 4° 50' 34" OL | 42635   | Dorpswoning van 1733                                   |
| Burgerhuis                                             |                           |                       | Lubbeek      | Dorpskring 5                        | 50° 52' 55" NB, 4° 50' 32" OL | 42636   | Burgerhuis                                             |
| Dorpswoning                                            |                           |                       | Lubbeek      | Dorpskring 13                       | 50° 52' 51" NB, 4° 50' 28" OL | 42637   | Dorpswoning                                            |
| Herendaelhoeve                                         |                           |                       | Lubbeek      | Herendaal 23                        | 50° 52' 18" NB, 4° 48' 32" OL | 42638   | Herendaelhoeve                                         |
| Mierenhof of Hof ter Meren                             |                           |                       | Lubbeek      | Heurbeek 29                         | 50° 52' 28" NB, 4° 51' 22" OL | 42639   | Mierenhof of Hof ter Meren                             |
| Hoeve Dievenhof                                        |                           |                       | Lubbeek      | Staatsbaan 217                      |                               | 42640   | Hoeve Dievenhof                                        |
| Onze-Lieve-Vrouwekapel                                 |                           |                       | Lubbeek      | Grotendries                         | 50° 53' 3" NB, 4° 51' 8" OL   | 42642   | Onze-Lieve-Vrouwekapel                                 |
| Kasteeldomein de Biolley - T'Serclaes                  |                           |                       | Lubbeek      | Binkomstraat 14-16                  | 50° 52' 57" NB, 4° 51' 11" OL | 42643   | Kasteeldomein de Biolley - T'Serclaes                  |
| Parochiekerk Sint-Kwinten                              | dorpsgezicht              |                       | Linden       | Kerkdreef 2                         | 50° 53' 45" NB, 4° 46' 3" OL  | 42644   | Parochiekerk Sint-Kwinten                              |
| Hof van Raalbeek                                       | Monument                  |                       | Linden       | Gemeentestraat 35, Raalbeekstraat 1 | 50° 53' 43" NB, 4° 46' 16" OL | 42645   | Hof van Raalbeek                                       |
| Kasteelhoeven bij Kasteel de Beauffort                 | dorpsgezicht              |                       | Linden       | Kerkdreef 1-4, 5                    | 50° 53' 44" NB, 4° 45' 49" OL | 42646   | Kasteelhoeven bij Kasteel de Beauffort                 |
| Afspanning In den Engel 1786                           |                           |                       | Linden       | Kortrijkstraat 4                    | 50° 53' 40" NB, 4° 44' 59" OL | 42647   | Afspanning In den Engel 1786                           |
| Huis In de Roos                                        |                           |                       | Linden       | Diestsesteenweg 71-73, 71a          | 50° 53' 24" NB, 4° 46' 12" OL | 42649   | Huis In de Roos                                        |
| Parochiekerk Sint-Jan de Doper met kerkhof             | Monument                  |                       | Binkom       | Kerkstraat 1                        | 50° 52' 16" NB, 4° 53' 2" OL  | 42650   | Parochiekerk Sint-Jan de Doper met kerkhof             |
| Dorpswoning                                            | dorpsgezicht              |                       | Binkom       | Tiensesteenweg 67                   | 50° 52' 15" NB, 4° 53' 7" OL  | 42651   | Dorpswoning                                            |
| Dorpswoning gedateerd 1789                             | dorpsgezicht              |                       | Binkom       | Tiensesteenweg 65                   | 50° 52' 16" NB, 4° 53' 6" OL  | 42652   | Dorpswoning gedateerd 1789                             |
| Pastorie Sint-Jan-de-Doperparochie met tuin            | dorpsgezicht              |                       | Binkom       | Kerkstraat 4                        | 50° 52' 13" NB, 4° 53' 3" OL  | 42653   | Pastorie Sint-Jan-de-Doperparochie met tuin            |
| Boerenwoning                                           |                           |                       | Binkom       | Tiensesteenweg 91                   | 50° 52' 5" NB, 4° 53' 17" OL  | 42654   | Boerenwoning                                           |
| Parochiekerk Sint-Pieter met kerkhof                   | Monument orgel (monument) |                       | Pellenberg   | Kerkplein 1                         | 50° 52' 13" NB, 4° 47' 38" OL | 42661   | Parochiekerk Sint-Pieter met kerkhof                   |
| Sint-Annakapel                                         |                           |                       | Pellenberg   | Kapelstraat                         | 50° 52' 35" NB, 4° 47' 38" OL | 42662   | Sint-Annakapel                                         |
| Hoeve Gasthuishof                                      |                           |                       | Pellenberg   | Molenstraat 62                      | 50° 52' 57" NB, 4° 47' 20" OL | 42663   | Hoeve Gasthuishof                                      |
| Stadswoning                                            |                           |                       | Lubbeek      | Dorpskring 27                       | 50° 52' 54" NB, 4° 50' 34" OL | 83619   | Stadswoning                                            |
| Elektromechanische maalderij Wierinckx / Gasthuismolen | Monument                  |                       | Pellenberg   | Molenstraat 21                      | 50° 52' 51" NB, 4° 47' 30" OL | 200050  | Elektromechanische maalderij Wierinckx / Gasthuismolen |
| Rood Kasteel                                           | Monument                  |                       | Linden       | Diestsesteenweg 27-29, 27A-C        | 50° 53' 27" NB, 4° 45' 49" OL | 200052  | Rood Kasteel                                           |
| Goorbroekhof                                           | Monument                  |                       | Lubbeek      | Wauwerdries 31A                     | 50° 53' 37" NB, 4° 51' 50" OL | 200081  | Goorbroekhof                                           |
| Kasteeldomein de Beauffort                             | Monument                  |                       | Linden       | Diestsesteenweg 31                  |                               | 206859  | Kasteeldomein de Beauffort                             |
| Hovenierswoning van domein de Beauffort                | dorpsgezicht              |                       | Linden       | Diestsesteenweg 37                  |                               | 206860  | Hovenierswoning van domein de Beauffort                |
| Kasteeldomein Gellenberg                               | Monument                  |                       | Lubbeek      | Gellenberg 93-97, 93A               |                               | 206861  | Kasteeldomein Gellenberg                               |
| Sint-Martensmolen en molenaarswoning                   |                           |                       | Lubbeek      | Broekstraat 29                      |                               | 214000  | Sint-Martensmolen en molenaarswoning                   |
| Sint-Bernardusmolen                                    |                           |                       | Lubbeek      | Geestbeek 9A                        |                               | 214008  | Sint-Bernardusmolen                                    |
| Pastorie Sint-Kwintensparochie                         | Monument                  |                       | Linden       | Gemeentestraat 23                   |                               | 302827  | Pastorie Sint-Kwintensparochie                         |

### Bouwkundige gehelen
| Object               | Erfgoedstatus? | Bouwjaar of architect | Deelgemeente | Adres                                                      | Coördinaten | Nummer? | Afbeelding           |
| -------------------- | -------------- | --------------------- | ------------ | ---------------------------------------------------------- | ----------- | ------- | -------------------- |
| Dorpskern Binkom     | Dorpsgezicht   |                       | Binkom       | Brusselstraat, Kasteelstraat, Kerkstraat, Tiensesteenweg   |             | 302826  | Dorpskern Binkom     |
| Dorpskern Pellenberg | Dorpsgezicht   |                       | Pellenberg   | Kerkplein, Kerkweg, Lostraat, Ganzendries, Schuttersstraat |             | 302900  | Dorpskern Pellenberg |